# Willy Coremans
Willy Coremans  est un footballeur international belge, né le 6 mai 1938 à Merksem et mort le 21 janvier 2016 à Deurne.

## Biographie
Il est le gardien de but du Royal Antwerp FC à partir de 1956. Titulaire de l'équipe pendant plus de dix saisons, il est Champion de Belgique en 1957, et termine deuxième du championnat en 1958 et en 1963.
En 1968-1969, Willy Cormans joue au K Berchem Sport. Puis après un passage au KSV Sottegem, il revient à Anvers.

## Palmarès
- International B de 1960 à 1965
- Champion de Belgique en 1957 avec le Royal Antwerp FC
- Vice-Champion de Belgique en 1958 et en 1963 avec le Royal Antwerp FC